# Прово (Јута)
Прово (енгл. Provo) град је у америчкој савезној држави Јута.

## Демографија
По попису из 2010. године број становника је 112.488, што је 7.322 (7,0%) становника више него 2000. године.
| Група             | 2000.          | 2010.          |
| Белци             | 88.311 (84,0%) | 87.186 (77,5%) |
| Афроамериканци    | 486 (0,5%)     | 808 (0,7%)     |
| Азијати           | 1.924 (1,8%)   | 2.772 (2,5%)   |
| Хиспаноамериканци | 11.013 (10,5%) | 17.091 (15,2%) |
| Укупно            | 105.166        | 112.488        |